# Pycrofts stormvogel
Pycrofts stormvogel (Pterodroma pycrofti) is een vogel uit de familie van de stormvogels en pijlstormvogels (Procellariidae). De Nieuw-Zeelandse ornitholoog Sir Robert Alexander Falla noemde deze nieuw ontdekte soort naar Arthur Thomas Pycroft (1875-1971), de Nieuw-Zeelandse natuurwetenschapper die de expeditie naar Hen Island (een van de Hen and Chicken-eilanden) had georganiseerd, waar de vogels werden ontdekt.

## Kenmerken
De vogel is 26 cm lang. Het is een relatief kleine stormvogel. Van boven is de vogel donkergrijs met een donkere band in de vorm van de hoofdletter "M". Van onder is de vogel wit, met smalle zwarte randen aan de voor en achterkant en donkere vleugelpunten. Kenmerkend is het witte voorhoofd en daarachter de donkergrijze kopkap die uitloopt tot onder het oog een kraag vormt richting de borst.

## Verspreiding en leefgebied
Ze broeden op kleine eilanden langs de oostkust van Nieuw-Zeeland: de Poor Knights-eilanden, de Hen and Chicken-eilanden, de Mercuryeilanden en Stephensoneiland. De zeevogels graven zelf nestholen op hellingen onder de 150 m boven de zeespiegel, vaak binnen kolonies van andere zeevogels. Buiten het broedseizoen verblijven ze op volle zee in het centrale en oostelijke deel van de tropische Stille Oceaan.

## Status
Pycrofts stormvogel heeft een beperkt broedgebied en daardoor is de kans op uitsterven aanwezig. De grootte van de populatie werd in 2012 door BirdLife International geschat op 10.000 paren, met een totale populatie van 30.000 tot 40.000 individuen. Vóór 1997 vormden ratten (Rattus exulans) een bedreiging voor de eieren en kuikens van de zeevogels. Tussen 1987 en 1997 zijn door de DOC de ratten met succes bestreden en blijven de populaties stabiel en nemen op sommige eilanden zelfs toe. Omdat de vogels afhankelijk zijn van zorgvuldig ecologisch beheer van de eilanden, blijven deze zeevogels als kwetsbaar op de Rode Lijst van de IUCN.